# Schaenicoscelis luteola
Schaenicoscelis luteola är en spindelart som förekommer i Brasilien och beskrevs 1929 av Cândido Firmino de Mello-Leitão. Arten ingår i släktet Schaenicoscelis och familjen lospindlar. Inga underarter finns listade i Catalogue of Life.